# Edith Master
Edith Master, née le 25 août 1932 à New York et morte le 18 août 2013 dans la même ville, est une cavalière américaine de dressage. 
Elle est médaillée de bronze de dressage par équipe aux Jeux olympiques de 1976 à Montréal.